# Seznam dílů seriálu Pohotovost Miami
Toto je seznam dílů seriálu Pohotovost Miami.

## Přehled řad
| Řada | Díly | Premiéra v USA | Premiéra v USA   | Premiéra v ČR      | Premiéra v ČR      |
| Řada | Díly | První díl      | Poslední díl     | První díl          | Poslední díl       |
| ---- | ---- | -------------- | ---------------- | ------------------ | ------------------ |
| 1    | 13   | 2. dubna 2010  | 2. července 2010 | 13. listopadu 2012 | 29. listopadu 2012 |

## Seznam dílů

### První řada (2010)
| Č. v seriálu | Původní název     | Český název          | Režie                | Scénář                                                       | Premiéra v USA   | Premiéra v ČR      |
| ------------ | ----------------- | -------------------- | -------------------- | ------------------------------------------------------------ | ---------------- | ------------------ |
| 1            | Pilot             | Lékaři Miami         | Kenneth Fink         | Jeffrey Lieber                                               | 2. dubna 2010    | 13. listopadu 2012 |
| 2            | 88 Seconds        | Mezi životem a smrtí | Paul McCrane         | Steven Maeda                                                 | 9. dubna 2010    | 14. listopadu 2012 |
| 3            | What Lies Beneath | Štěstí               | John Behring         | Liz Kruger a Craig Shapiro                                   | 16. dubna 2010   | 15. listopadu 2012 |
| 4            | All Fall Down     | Volný pád            | Danny Cannon         | Elle Triedman                                                | 23. dubna 2010   | 16. listopadu 2012 |
| 5            | Golden Hour       | Kritická hodina      | Matt Earl Beesley    | námět: Jeffrey Lieber a Scott Shapiro scénář: Jeffrey Lieber | 30. dubna 2010   | 19. listopadu 2012 |
| 6            | Calle Cubana      | Nůž v břiše          | Nathan Hope          | Pamela Davis                                                 | 7. května 2010   | 20. listopadu 2012 |
| 7            | Man on the Road   | Muž na cestě         | Eagle Egilsson       | Jeffrey Lieber                                               | 14. května 2010  | 21. listopadu 2012 |
| 8            | An Arm and a Leg  | Aligátor             | Paris Barclay        | Christina M. Kim a Scott Williams                            | 21. května 2010  | 22. listopadu 2012 |
| 9            | Like a Hurricane  | Jako hurikán         | Karen Gaviola        | Scott Williams                                               | 4. června 2010   | 23. listopadu 2012 |
| 10           | Diver Down        | Odvaha               | Paul McCrane         | Christina M. Kim                                             | 11. června 2010  | 26. listopadu 2012 |
| 11           | Time of Death     | Doba smrti           | Chris Leitch         | Liz Kruger a Craig Shapiro                                   | 18. června 2010  | 27. listopadu 2012 |
| 12           | Down to the Bone  | Až na kost           | Frederick E. O. Toye | Pamela Davis a Elle Triedman                                 | 25. června 2010  | 28. listopadu 2012 |
| 13           | Medicine Man      | Šaman                | Alex Zakrzewski      | Steven Maeda                                                 | 2. července 2010 | 29. listopadu 2012 |